# Estádio Hamoshava

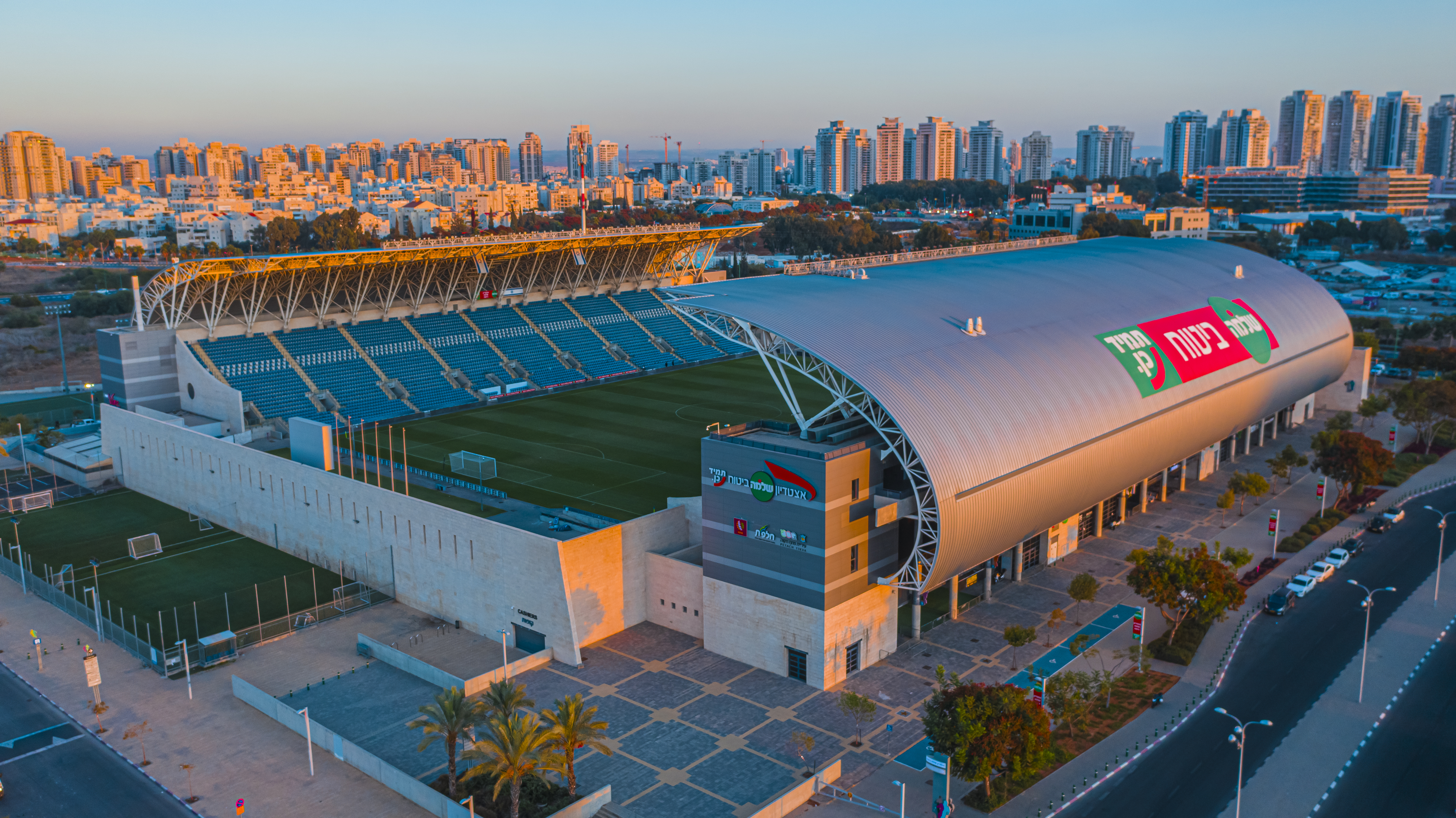
Estádio HaMoshava, 2021

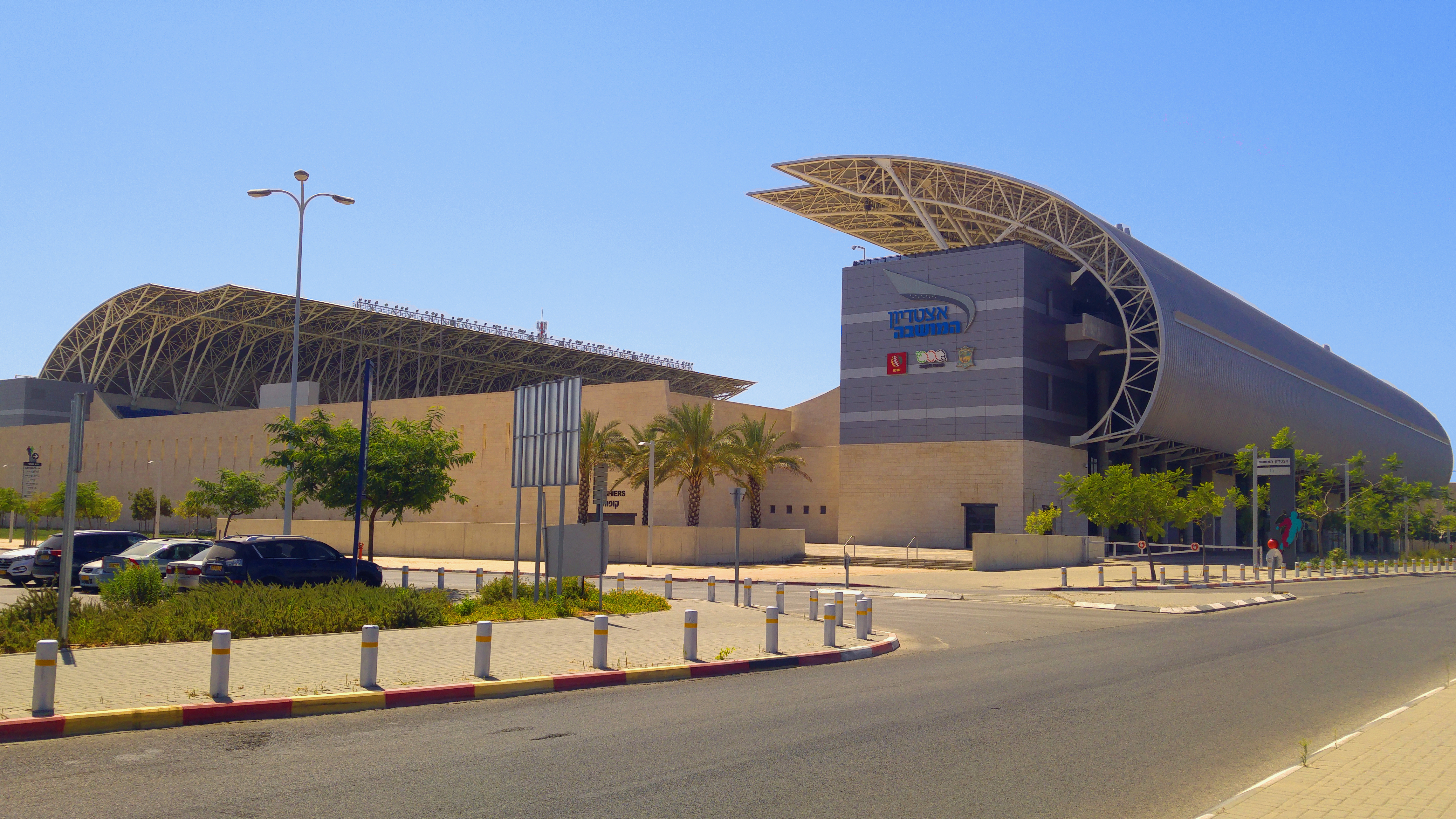
Estádio HaMoshava, junho de 2016

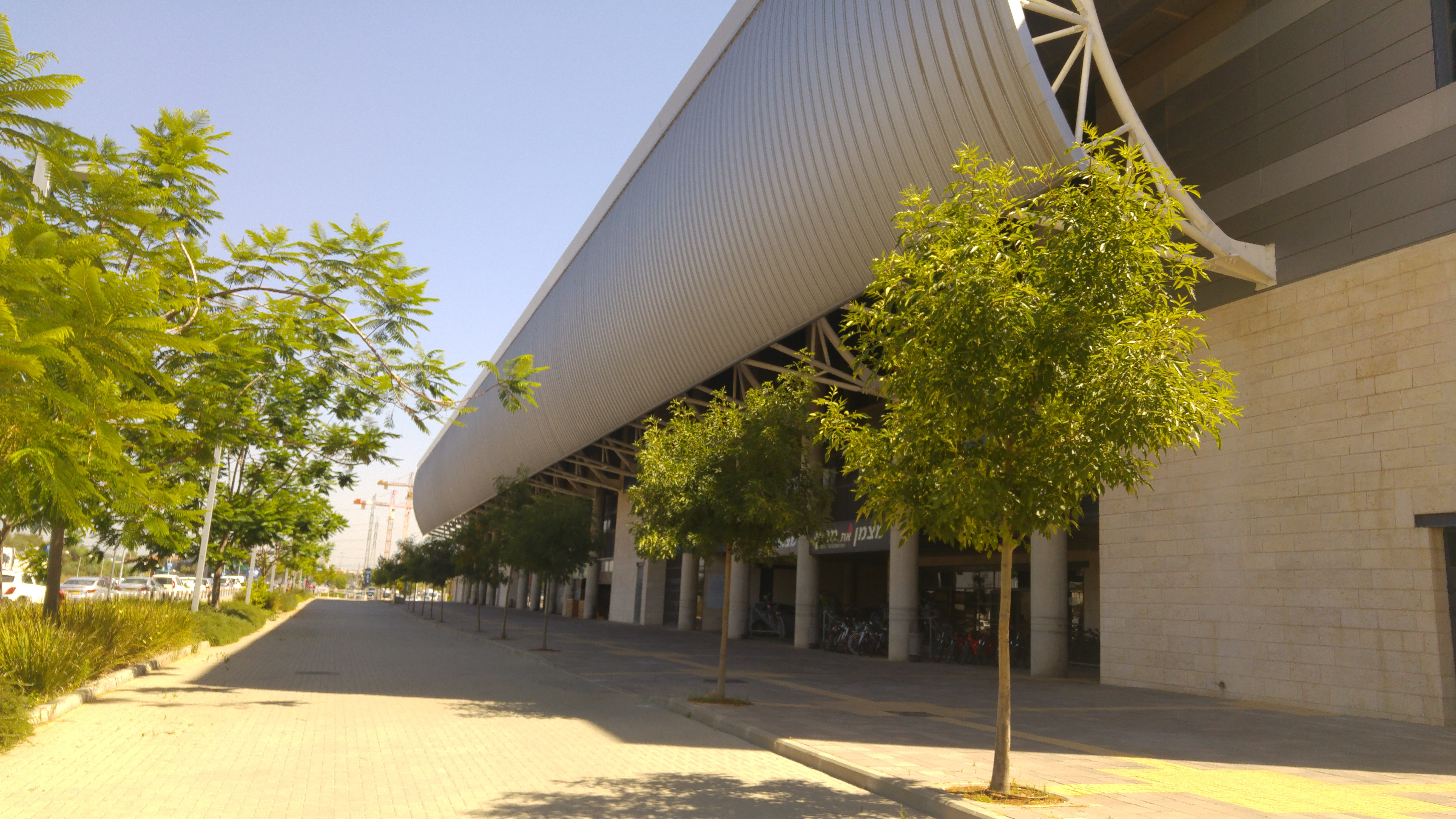
Estádio HaMoshava, junho de 2016

Estádio HaMoshava ( em hebraico:  אִצְטַדְיוֹן הַמוֹשָׁבָה   ), também conhecido como Estádio Petah Tikva, é um estádio de futebol em Petah Tikva, Israel . Foi concluído em 2011 e é usado principalmente para jogos de futebol e é a casa do Hapoel Petah Tikva e do Maccabi Petah Tikva . 
O estádio tem capacidade para 11.500 lugares sentados, com opção de construção posterior de 8.500 nas arquibancadas sul e norte, totalizando 20.000 lugares.
Como parte de um parque esportivo maior na nova área industrial da cidade, o complexo também contará com uma arena multiuso para 3.000 assentos e campos de treinamento de grama artificial. O orçamento do estádio foi de US $ 25 milhões.. 
Os designers do novo estádio foram GAB (Goldshmidt Arditty Ben Nayim) Architects, uma das principais empresas de arquitetura esportiva de Israel que também projetou os novos estádios Netanya e Haberfeld .
O estádio foi inaugurado em 6 de dezembro de 2011, após quase dois anos de construção.  Foi uma das quatro sedes do Campeonato da Europa de Futebol Sub-21 de 2013, com três jogos da primeira fase e uma semifinal.
O nome do estádio foi controverso em Petah Tikva, já que alguns residentes locais quiseram chamá- lo de Rosh HaZahav (cabeça de ouro), em homenagem ao clube local Hapoel Petah Tikva e ao jogador de futebol nacional de Israel Nahum Stelmach . Como resultado, os torcedores do Maccabi Petah Tikva propuseram o nome do estádio em homenagem a Shmuel Ben-Dror, que jogou no clube por mais de 20 anos, foi o primeiro capitão de Israel e marcou o primeiro gol de Israel.  Após a recusa da cidade, ela foi chamada de HaMoshava em homenagem ao apelido de Petah Tikva, Em HaMoshavot (Mãe dos Moshavot ).
Em 2014, o Estádio HaMoshava sediou a Supertaça Unida de 2014 . 
- Esportes em Israel

- Estádio Hamoshava no Emporis